# 리버티 (백화점)
리버티(영어: Liberty)는 잉글랜드 런던 중심부 그레이트말버러가에 있는 호화 백화점이다. 2014년 매출은 1억 3200만 파운드이다.